# بيدرو مونيتيس
بيدرو مونيتس (بالإسبانية: Pedro Munitis)‏، من مواليد 19 يونيو 1975 في سانتاندر في كانتابريا، لاعب كرة قدم إسباني سابق.
بدأ مسيرته الكروية مع نادي سانتونا، وفي عام 1993 انتقل إلى نادي رديف ريسينغ سانتاندر، ولعب معهم حتى عام 1997، وفي موسم 1997/1998 انتقل إلى نادي باداخوز، وفي عام 1998 انتقل إلى نادي ريسينغ سانتاندر، ولعب معهم حتى عام 2000، وفي عام 2000 انتقل إلى نادي ريال مدريد، ولعب معهم حتى عام 2002، وفي موسم 2002/2003 انتقل إلى نادي ريسينغ سانتاندر، وفي عام 2003 انتقل إلى نادي ديبورتيفو لاكارونا، ولعب معهم حتى عام 2006، وفي عام 2006 انتقل إلى نادي ريسينغ سانتاندر.
و قد لعب مع منتخب إسبانيا لكرة القدم 21 مباراة وسجل هدفين.

## روابط خارجية
- بيدرو مونيتيس على موقع الاتحاد الدولي (مؤرشف)  (الإنجليزية)
- بيدرو مونيتيس على موقع الاتحاد الأوربي (الإنجليزية)
- بيدرو مونيتيس على موقع قاعدة بيانات كرة القدم.إي يو (الإنجليزية)
- بيدرو مونيتيس على موقع ليكيب (الفرنسية)
- بيدرو مونيتيس على موقع ناشيونال فوتبول تيمز (الإنجليزية)
- بيدرو مونيتيس على موقع Soccerway.com (الإنجليزية)
- بيدرو مونيتيس على موقع كووورة